# Hakimullah Mehsud
Hakimullah Mehsud (ur. ok. 1979, zm. 1 listopada 2013) – przywódca talibańskiego ugrupowania zbrojnego Tehrik-i-Taliban Pakistan (TTP) w latach 2009–2013.
Hakimullah Meshud urodził się ok. 1979 w Waziristanie. Uczył się w małej wiejskiej szkole w Dystrykcie Hangu (w tej samej co Baitullah Mehsud, poprzedni lider TTP).
W czasie wojny w Pakistanie był dowódcą polowym odpowiedzialnym za ataki partyzanckie przeciwko konwojom NATO w Przełęczy Chajber. Jego sława wzrosła w 2007, gdy wraz ze swoją grupą  porwał 300 pakistańskich żołnierzy. Następnie został nominowany dowódcą talibów w regionach Chajber, Agencja Kurram i Orakzai. Były to wówczas plemienne bastiony pakistańskich talibów.
5 sierpnia 2009 w nalocie amerykańskiego samolotu bezzałogowego zginął lider i założyciel Tehrik-i-Taliban Pakistan, Baitullah Mehsud, krewny Hakimullaha. 21 sierpnia 2009 szura (zgromadzenie starszyzny) na nowego lidera organizacji wybrała Hakimullaha Mehsuda. Objął tym samym dowództwo nad 30 luźno ze sobą powiązanymi grupami bojowymi. Za informacje prowadzące do ujęcia Mehsuda FBI wyznaczyło nagrodę w wysokości 5 mln dolarów.
W czasie jego dowództwa w TTP żył w Waziristanie w nieustannym zagrożeniu atakiem z powietrza na jego kryjówkę. Podczas jednego z wywiadów udzielanemu BBC News pozostawał czujny na ewentualny atak z powietrza. Prezentował inną ideologię niż jego poprzednik. Opowiadał się za kontakty z kaszmirskimi ugrupowaniami Laszkar-e-Toiba i Dżajsz-e-Mohammad, a także Al-Kaidą i międzynarodowym dżihadem. Na przełomie 2009 i 2010 jego ugrupowanie nawiązało formalną współpracę z Al-Kaidą, wspierając ludźmi, bronią i sprzętem afgańskich pobratymców mułły Muhammada Umara. Stał za spektakularnym atakiem w bazie CIA w afgańskim Chost z 30 grudnia 2009.
Mimo ogłoszenia przez armię wielu sukcesów podczas takich operacji jak Rah-e-Nijat w Południowym Waziristanie, Bia Daralam w Chajber, Khwakh Ba De Sham w Orakzai czy  Koh-e-Sufaid w Kurram, to talibowie za rządów Hakimullaha kontrolowali faktycznie niemal całe obszary Terytoriów Plemiennych Administrowanych Federalnie (FATA) oraz sąsiedniej prowincji Chajber Pasztunchwa. Formalnie obowiązywała tam administracja podległa władzom z Islamabadu, jednak największe wpływy mieli partyzanci.
Mehsud zmienił politykę ugrupowania wobec szyitów i chrześcijan: zakładał nieatakowanie pakistańskich chrześcijan i traktowanie ich raczej jako źródła potencjalnego znacznego dochodu dla przyszłego kalifatu przez opodatkowanie. Hakimullah, kierując się ideologią Al-Kaidy, przeprowadzał liczne krwawe ataki i zamachy na innowierców, dążąc do ich wyeliminowania.
Wielokrotnie informowano o jego śmierci, jednak potwierdzona przez samych talibów wiadomość o jego zgonie pochodziła z 1 listopada 2013. W miejscowości Dande Darpakhel, 5 km na północ od Mirshanah w Północnym Waziristanie, na poruszający się pojazd szefa TTP spadły cztery pociski. W ataku zginął także jego zastępca Tariq Mehsud, ochroniarz oraz dwóch innych bojowników. Nowym liderem pakistańskich talibów został mianowany Fazlullah. Jego nominacja miała miejsce 7 listopada 2013.